# Senador Salgado Filho
Senador Salgado Filho là một đô thị thuộc bang Rio Grande do Sul, Brasil. Đô thị này có diện tích 147,209 km², dân số năm 2007 là 2861 người, mật độ 19,44 người/km².